# Gran Premio Rudy Dhaenens
El Gran Premio Rudy Dhaenens fue una carrera ciclista belga disputada alrededor de Nevele, en la provincia de los Flandes orientales. Rendía homenaje a Rudy Dhaenens, campeón del mundo en 1990 y muerto en un accidente de circulación en 1998. 
Creada en 1999, desde la creación de los Circuitos Continentales UCI en 2005 formó parte del UCI Europe Tour, dentro de la categoría 1.1. Aunque solo por un año ya que sus dos últimas ediciones fueron amateur.

## Palmarés
| Año  | Ganador               | Segundo         | Tercero             |
| ---- | --------------------- | --------------- | ------------------- |
| 1999 | Hendrik Van Dijck     | Rudi Kemna      | Franky De Buyst     |
| 2000 | Niko Eeckhout         | Wim Omloop      | Tom Desmet          |
| 2001 | Geert Omloop          | Kristof Trouvé  | Janek Tombak        |
| 2002 | Wesley Van Speybroeck | Gorik Gardeyn   | James Vanlandschoot |
| 2003 | Christophe Kern       | Anthony Geslin  | Stefan van Dijk     |
| 2004 | Geert Omloop          | Rudi Kemna      | Roger Hammond       |
| 2005 | Koen Barbé            | Thomas Dekker   | Jure Zrimsek        |
| 2006 | Filip Meirhaeghe      | Aart Vierhouten | Matthé Pronk        |
| 2007 | Jurgen François       | Ivo Bruin       | Paul Martens        |

## Palmarés por países
| País    | Victorias |
| ------- | --------- |
| Bélgica | 8         |
| Francia | 1         |